# Andriy Martynyuk
Andriy Martynyuk (né le 23 septembre 1990) est un athlète ukrainien, spécialiste du lancer du marteau. Son club est le Черкаська. Il mesurait 1,79 m pour 86 kg.

## Biographie
Il se révèle lors des Gymnasiades de 2006 à Salonique avec une médaille de bronze.
À Ostrava pour les championnats du monde d'athlétisme jeunesse 2007, il obtient la médaille d'or avec 76,09 m. En 2008, il termine 9e à Bydgoszcz pour les Championnats du monde juniors d'athlétisme 2008. En 2009, il devient champion d'Europe junior en 79,54 m, record des championnats.
Lors de la Coupe d'Europe hivernale des lancers 2010 à Arles, il prend la médaille d'argent espoir avec 70,54 m puis la médaille de bronze espoir lors de la même Coupe d'Europe à Sofia en 2011, avec 71,10 m. En 2012, il remporte de nouveau la médaille d'argent à Bar avec 71,37 m.

### Palmarès
| Date | Compétition                                  | Lieu          | Résultat | Performance  |
| ---- | -------------------------------------------- | ------------- | -------- | ------------ |
| 2006 | Gymnasiades                                  | Thessalonique | 3e       |              |
| 2007 | Championnats du monde cadets                 | Ostrava       | 1er      | 76,09 m      |
| 2008 | Championnats du monde juniors                | Bydgoszcz     | 9e       |              |
| 2009 | Championnats d'Europe juniors                | Novi Sad      | 1er      | 79,54 m (CR) |
| 2010 | Coupe d'Europe hivernale des lancers espoirs | Arles         | 2e       | 70,54 m      |
| 2011 | Coupe d'Europe hivernale des lancers espoirs | Sofia         | 3e       | 71,10 m      |
| 2012 | Coupe d'Europe hivernale des lancers espoirs | Bar           | 2e       | 71,37 m      |

### Records
Son meilleur lancer est de 73,10 m, obtenu le 18 mai 2011 à Yalta. Avec l'engin de 6 kg, il a déjà lancé à 80,67 m en 2009 à Donetsk.